# Канал (фільм, 1975)
«Канал» — радянський художній фільм режисера Володимира Бортка за мотивами однойменного роману Івана Григурка.
Фільм вийшов в прокат в УРСР у 1975 році з українським дубляжем від Кіностудії Довженка.

## Опис
Фільм про трудові будні молодих будівників…

## Головні ролі
- Іван Миколайчук
- Володимир Олексієнко — Македон Здибай
- Іван Гаврилюк
- Анатолій Матешко
- Євген Гвоздьов
- Сергій Гурзо
- Наталя Єгорова
- Агаф'я Болотова
- Катерина Брондукова
- Галина Демчук
- Наталія Наум

## Знімальна група
- Автори сценарію: Леонід Череватенко, Володимир Бортко
- Режисер-постановник: Володимир Бортко
- Оператор-постановник: Василь Курач
- Композитор: Борис Буєвський
- Художник-постановник: Григорій Павленко
- Режисер: Борис Зеленецький
- Звукооператор: А. Ковтун
- Комбіновані зйомки
  - оператор: М. Бродський
  - художник: Володимир Цирлін
- Редактор: Марина Меднікова
- Монтаж: Єлизавета Рибак
- Художник по костюмах: Алла Костенко
- Художник-гример: Алевтина Лосєва
- Директор картини: Дмитро Бондарчук

## Україномовний дубляж
Фільм дубльовано українською на Кіностудії Довженка у радянські часи.